# Windows on Windows
Windows on Windows, comúnmente denominado WOW o WoW es el nombre de dos sistemas de abstracción del sistema operativo Microsoft　Windows. WoW es la denominación de dos componentes críticos para la retrocompatibilidad de Windows. El primero de ellos apareció en Windows NT para brindar soporte a las aplicaciones que hacían uso del API Win16 y dependía de NTVDM.
El soporte de aplicaciones Win32 en Windows XP Professional x64 Edition, Windows Server 2003 x64 y otras versiones de 64 bit de Windows requieren de un nuevo WoW llamado WOW64. Las versiones de 64 bit de Windows ya no incluyen el subsistema WoW de 16 bit (así como la NTVDM) y por lo tanto no pueden ejecutar ni aplicaciones Windows de 16 bit ni de DOS.